# Гемерска Хорка
Гемерска Хорка (слч. Gemerská Hôrka) насељено је мјесто са административним статусом сеоске општине (слч. obec) у округу Рожњава, у Кошичком крају, Словачка Република.

## Становништво
| Година:    | 1994. | 2004.   | 2014.   | 2024.   |
| ---------- | ----- | ------- | ------- | ------- |
| Број људи: | 1284  | 1334    | 1319    | 1266    |
| Разлика:   |       | +3,89 % | -1,12 % | -4,01 % |

| Година:    | 2023. | 2024.   |
| ---------- | ----- | ------- |
| Број људи: | 1272  | 1266    |
| Разлика:   |       | -0,47 % |

Према подацима о броју становника из 2011. године насеље је имало 1.343 становника.